# Sonia Mossé
Sonia Mossé (* 27. August 1917 in Paris; † 30. März 1943 im Vernichtungslager Sobibor, Polen) war eine französische Künstlerin, Schauspielerin und Zeichnerin.

## Biographie
Sonia Mossé war die Tochter von Emmanuel Mossé (1876–1963), einem Anwalt am Pariser Berufungsgericht, und von Natasza Goldfain (1890–?). Ihre elf Jahre ältere Halbschwester Esther Levine (1906–1943) stammte aus der ersten Ehe ihrer Mutter mit dem schon 1915 verstorbenen Boris Levine. Ihr neun Jahre älterer Halbbruder Jean Joseph Mossé (1908–1995) stammte aus der ersten Ehe ihres Vaters mit Marguerite Icard. Diese Ehe wurde im April 1917 geschieden, kurz vor Sonia Mossés Geburt. Die standesamtliche Hochzeit von Emmanuel Mossé und Natasza Goldfain fand erst im März 1920 statt, zeitgleich mit der Anerkennung der Elternschaft der gemeinsamen Tochter. Über Sonia Mossés Schulzeit und Ausbildung ist nichts bekannt. Die Schauspielerin und Künstlerin inspirierte viele bekannte zeitgenössische Fotografen und Maler. Sie war jüdischer Abstammung und wurde 1943 zusammen mit ihrer Halbschwester Esther Levine im Vernichtungslager Sobibor ermordet.

## Künstlerische Laufbahn

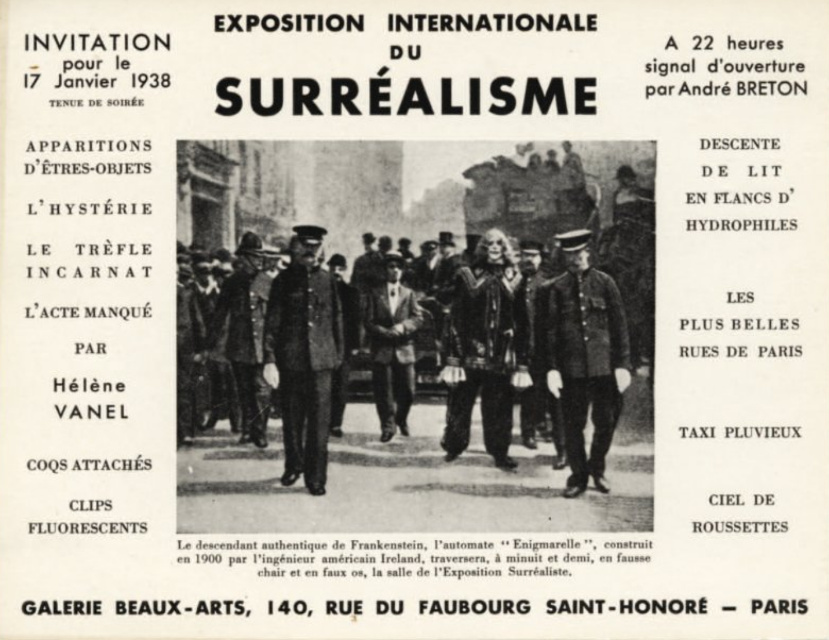
Einladungskarte zur Vernissage der Exposition internationale du surréalisme. Sie zeigt zum einen eine Fotografie von Enigmarelle, (einem falschen humanoiden Automaten), als auch die aufgelisteten Veranstaltungen wie u. a. Les plus belles rues de Paris (Die schönsten Straßen von Paris)

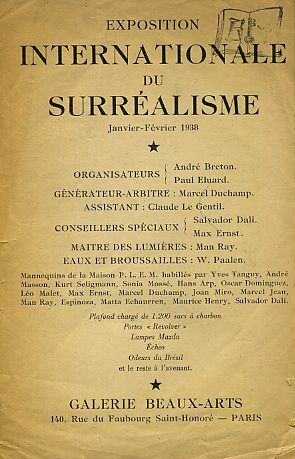
Plakat zur Internationalen Surrealismus-Ausstellung, das Sonia Mossé als teilnehmende Künstlerin anführt

In den Jahren zwischen den beiden Weltkriegen boten Theater, Malerateliers, Fotostudios, Modehäuser und Kabaretts jungen Frauen beispiellose Karrieremöglichkeiten. Sonia Mossé arbeitete und versuchte sich in vielen dieser künstlerischen Bereiche. So übernahm sie beispielsweise im März 1937 die Rolle der Renommée in Jean-Louis Barraults Inszenierung von Cervantes’ Werk Numance am Pariser Théâtre Antoine.
Als Mitglied der surrealistischen Bewegung um André Breton und Paul Éluard war Mossé eng mit Man Ray, Raoul Ubac und Antonin Artaud verbunden. Ihre blonde und sommerliche Schönheit inspirierte sowohl die Fotografen Man Ray, Juliette Lasserre und Wols, als auch die Maler Alberto Giacometti, Balthus und André Derain, für die sie Modell saß.
Ihre Freundschaft zu Nush Éluard wurde 1936 von Man Ray in einem Porträt festgehalten, das heute zu seinen bekanntesten Arbeiten zählt und auf dem Einband zahlreicher Bildbände seiner Werke zu sehen ist.
1938 nahm Sonia Mossé an der Internationalen Surrealisten-Ausstellung in Paris teil. Diese fand vom 17. Januar bis zum 24. Februar in der Galerie Beaux-Arts von Georges Wildenstein in der Rue du Faubourg-Saint-Honoré statt. Sonia Mossé schuf einen weiblichen Mannequin, dessen Haupt mit einem schwarzen Trauerschleier bedeckt war, der bis zu den Füßen reichte. Auf den Lippen der Puppe thronte eine große, dunkle Käferattrappe. In ihrem Bauchnabel saß ein kleiner Skorpion. Der nackte Körper war spärlich mit Seerosen und weiteren Käfern bedeckt, und zwischen ihren Beinen ragte der Kelch einer Calla-ähnlichen Blüte empor – „die einzige Mannequin-Künstlerin hat damit auch die einzige dezidiert phallische Interpretation des Puppengeschlechts im engeren Sinn vorgenommen.“ Im betitelten Ausstellungsbereich Les plus belles rues de Paris wurde dieser Mannequin zusammen mit anderen Schaufensterpuppen, unter anderem von Joan Miró, André Masson, Yves Tanguy, Hans Arp, Wolfgang Paalen, Marcel Duchamp und Salvador Dalí, ausgestellt. Die ausgestellten Mannequins wurden von Denise Bellon, Raoul Ubac, Pierre Jahan, Gaston Paris und Georg Reisner dokumentiert. Man Rays Aufnahmen zur Ausstellung erschienen 1966 in limitierter Auflage unter dem Titel Résurrection des mannequins.

“In stark contrast, the surrealists did feature one mannequin designed by a female artist, Sonia Mossé. Mossé’s mannequin, quasi-nude, appears to be wearing a funeral veil in place of a wedding veil for the consummation of a marriage, implying that the institution signifies literal bondage. Similar associations of the female mannequin and automatism ensue.”

„Im scharfen Kontrast stellten die Surrealisten eine Schaufensterpuppe aus, die von einer Künstlerin, Sonia Mossé, entworfen worden war. Mossés Schaufensterpuppe, die quasi nackt ist, scheint einen Trauerschleier anstelle eines Brautschleiers für den Vollzug einer Ehe zu tragen, was impliziert, dass diese Institution buchstäblich Fesselung bedeutet. Ähnliche Assoziationen mit der weiblichen Schaufensterpuppe und dem Automatismus ergeben sich.“

Kurz vor Silvester 1938 eröffnete Mossé mit Michelle Lahaye und der Sängerin und Schauspielerin Agnès Capri das Kabarett Chez Agnès Capri. Unterstützt wurden sie von Francis Picabia, Max Ernst, Alberto Giacometti, Jean Cocteau, Balthus, André Derain und Moise Kisling, die zur Finanzierung Gemälde und Zeichnungen zur Verfügung stellten. Die Inneneinrichtung des Kabaretts hatte Mossé entworfen. Suzy Solidor, Charles Trenet und auch Jacques Prévert sind gern gesehene Gäste des Etablissements und tragen zum Erfolg der neuen Bühne bei. Als der Zweite Weltkrieg ausbrach und Paris von den deutschen Truppen besetzt wurde, schloss das Kabarett, und Sonia Mossé sowie Agnès Capri waren gezwungen, die französische Hauptstadt zu verlassen. In einem ihrer Briefe an Sartre schrieb Simone de Beauvoir über eine zufällige Begegnung mit Sonia Mossé:

« A cette terrasse avaient émigré les gens du Flore et je me suis assise juste derrière Sonia et Agnès Capri; elles étaient beaucoup moins fringantes qu’avant; à présent elles ne pensaient plus qu’à foutre le camp sur Nice: «Je ne peux pas repasser une nuit pareille», disait Sonia; et elles faisaient fébrilement des calculs d’argent. »

„Auf diese Terrasse waren die Leute vom Flore gezogen, und ich hatte mich direkt hinter Sonia und Agnès Capri gesetzt; sie waren viel weniger flott als früher; jetzt dachten sie nur noch daran, nach Nizza abzuhauen: „Eine solche Nacht kann ich nicht nochmal überstehen“, sagte Sonia; und sie stellten fieberhaft Geldberechnungen an.“

Es gibt jedoch keine weiteren Hinweise darauf, dass Sonia Mossé Paris tatsächlich verlassen hat.
Das Tragen des Judensterns wurde am 19. September 1941 mit der Polizeiverordnung über die Kennzeichnung der Juden in Paris in Kraft gesetzt. Dies führte zur sozialen Ausgrenzung, Diskriminierung und Demütigung der jüdischen Bevölkerung. Der Judenstern war somit auch in Paris eine öffentlich sichtbare Maßnahme zur Vorbereitung des Holocaust. Sonia Mossé soll den gelben Stern nicht getragen haben und frequentierte weiterhin die für jüdische Bürger verbotenen Cafés.

## Deportation und Ermordung
Es ist nicht klar, ob Sonia Mossé im Februar 1943 von der französischen Polizei oder von der Gestapo festgenommen wurde, aber wahrscheinlich ging dem eine Denunziation voraus. Sie wurde im Sammellager Drancy bei Paris interniert und am 25. März 1943 zusammen mit ihrer Halbschwester Esther Levine im Konvoi 53 von Drancy in das polnische Lager Sobibor deportiert. Obwohl die Sterbeurkunden von Sonia Mossé und Esther Levine das Konzentrations- und Vernichtungslager Lublin-Majdanek als Todesort angeben, scheint es sich dabei um einen Irrtum zu handeln. Aufgrund der Aussage eines Überlebenden des Konvois 53 kann man sagen, dass die Deportierten sowie Sonia Mossé am Tag ihrer Ankunft in Sobibor am 30. März 1943 ermordet wurden.
Außer den Fotos ihres surrealistischen Mannequins aus dem Jahr 1938 ist kein weiteres ihrer Werke erhalten geblieben.

## Ehrung
- In Paris’ 7. Arrondissement erinnert eine Gedenktafel an das Leben und die Deportation von Sonia Mossé. Sie wurde am 20. September 2023 an ihrem letzten Wohnort in der 104 Rue du Bac eingeweiht.